# كأس اليونان 1939–40
كأس اليونان 1939–40 هو موسم من كأس اليونان. أقيم خلال الفترة 19 نوفمبر 1939 وحتى 2 يونيو 1940، وشارك فيه  73 فريقاً، وفاز فيه باناثينايكوس.